# 元坦
元 坦（げん たん、生没年不詳）は、北魏・東魏の皇族。またの名は穆。字は延和。献文帝の孫。

## 経歴
咸陽王元禧の七男として生まれた。若い頃から飲酒して酔っては洛橋を通行する人を辱めたので、従叔父の安豊王元延明に説教され、南朝宋の東海王劉禕に似ていると評され、驢王と称された。景明2年（501年）、元禧が殺された後、彭城王元勰に養われた。兄の元翼・元樹ら5人が南朝梁に逃れたため、父の後を嗣いで咸陽王に封じられ、まもなく敷城王に改封された。建義元年（528年）4月、再び咸陽王に封じられた。侍中・衛将軍に累進した。普泰元年（531年）3月、儀同三司の位を受けた。
太昌元年（532年）7月、兄の元樹が捕らえられた。元坦は元樹が年長でかつ賢明であったので、取って代わられるのを恐れて、ひそかに朝廷に勧めて兄を除かせたのであった。元樹はこれを知って、泣いて元坦を責め、元坦は憮然として去った。元樹が死んでも、元坦は哭礼に臨むことはなかった。永熙2年（533年）2月、司空に上った。天平元年（534年）10月、太尉に転じた。天平2年（535年）2月、太傅に上った。天平3年（536年）12月、太師に転じた。天平4年（537年）10月、録尚書事を加えられた。のちに宗正・司州牧を加えられた。高位に上って封禄も厚かったが、財産あさりには貪欲で、売獄売官に励んだ。武定2年（544年）9月、御史に弾劾されて免官され、王のまま帰宅させられた。まもなく特進として再起し、冀州刺史として出向し、再び収奪をもっぱらにした。正規の百姓の税金の外に、絹5疋を取り立てて、受け取っていた。また狩猟や漁撈を好み、秋冬は雉や兎を狩り、春夏は魚や蟹を捕らえて、出かけない日はなく、鷹や犬は数百頭を常備していた。三日食わないことはできるが、一日として猟をしないことはできないと放言していた。武定7年（549年）10月、再び太傅となった。天保元年（550年）、北斉が建国されると、元坦は爵位を降格されて新豊県公に封じられ、特進・開府儀同三司に任じられた。天保2年（551年）1月、子の元世宝と通直散騎侍郎の彭貴平が酒に酔って誹謗をなし、怪しげな図讖を説いた事件に連座し、死罪に当たると上奏されたが、詔により一命を許された。北営州に流され、のちに配所で没した。

## 伝記資料
- 『魏書』巻21上 列伝第9上
- 『北斉書』巻28 列伝第20
- 『北史』巻19 列伝第7